# گلکار

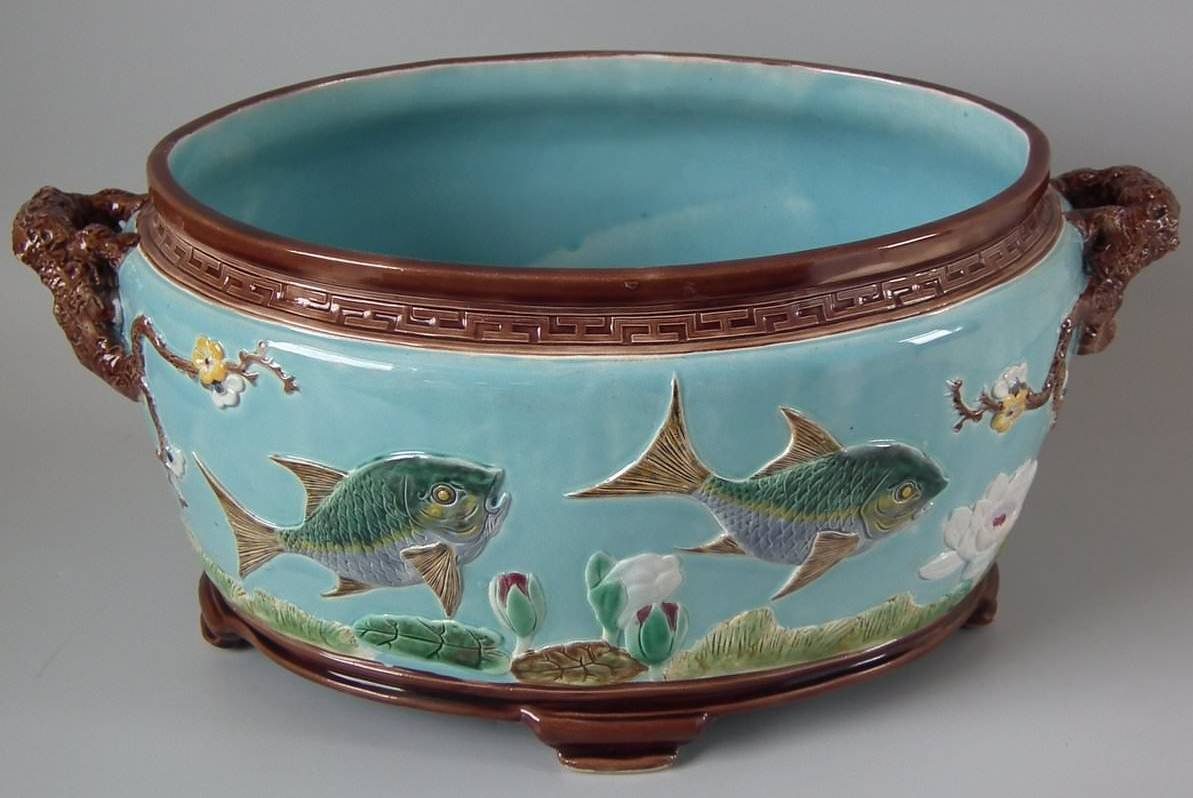
ظرف گلکار ماژولیکا ویکتوریایی انگلیسی

گلکار یا ژاردینیه (به فرانسوی: Jardinière) یک کلمه فرانسوی است که از شکل مونث " باغبان " گرفته شده است. در زبان انگلیسی به معنای جعبه گل تزئینی یا "گلدان"، یک ظرف (معمولا یک گلدان سرامیکی) یا پایه‌ای است که روی آن، یا در آن، گیاهان (اغلب در گلدان) معمولاً در داخل خانه قرار می‌گیرند. خود فرانسوی‌ها بیشتر به نسخه‌های رومیزی «گلکار» این ظروف به‌عنوان cachepot («پنهان‌گلدان») اشاره می‌کنند. فرانسوی‌ها تمایل دارند از ژاردینیر برای ظروف بزرگ‌تر در فضای باز برای گیاهان، و برای تخت‌های بلند در باغ‌ها در نوعی قاب جداشده، مانند دیوار سنگی، به‌ویژه برای پرورش سبزیجات و گیاهان استفاده کنند.
در آشپزی نیز به معنای فرانسوی دیگر، غذایی که با مخلوطی از سبزیجات بهاری مانند نخود، هویج و لوبیا سبز پخته یا سرو می‌شود، استفاده می‌شود.

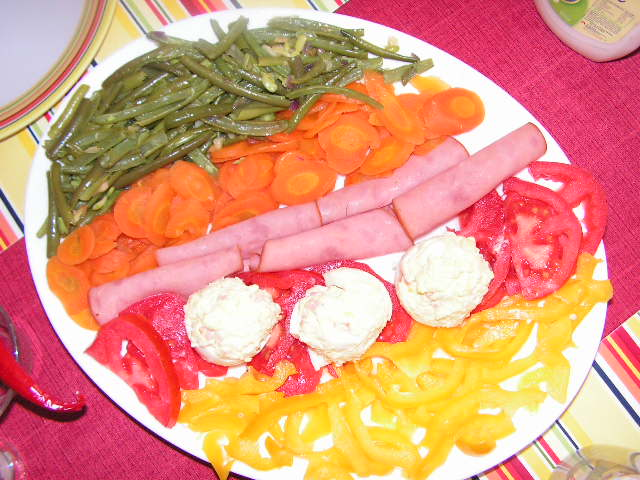
بشقابی از غذای گلکار